# Горагорский район
Горагорский райо́н — административная единица в составе Грозненской области РСФСР. Административный центр — рабочий поселок Горагорск.

## Географическое положение
Располагался в центральной части области. Граничил на севере с Надтеречным, на востоке и юге с Грозненским, на западе с Сунженским районами.

## История
Район создан Указом Президиума Верховного Совета РСФСР от 31 августа 1944 года путём разукрупнения Надтеречного и Сунженского районов.
Постановлением ВЦИК РСФСР от 19 июня 1951 года район упразднен, а его территория вошла в состав Надтеречного района.

## Административный состав
- Красноармейский сельсовет — с. Среднее Красноармейское, с. Верхнее Красноармейское, с. Нижнее Красноармейское, п. Новогорский, п. Нефтяной
- Маковкин сельсовет — с. Маковкин